# 板野バスストップ
板野バスストップ（いたのバスストップ）は、徳島県板野郡板野町川端の徳島県道1号徳島引田線（あいあいロード）の板野IC側（板野ICから800m藍住IC寄り）に設置された高速バス用バス停留所。
高速バス利用者専用駐車場あり。

## 主な路線
- 井川・阿波池田～大阪線：阪急梅田行（四国交通・阪急バス）

　（しこくさぶろうエディ）
- 井川・阿波池田～三宮線：三ノ宮行（四国交通・神姫バス・神戸山陽バス）

　（しこくさぶろうエディ、ハーバーライナー、阿波やまびこライナー）
- 上記いずれの路線も、井川・阿波池田方面は降車専用で乗車は出来ない。
- 徳島空港リムジンバス「にし阿波観光交流バス」：（四国交通-2011年3月31日までの実験運行）
  - 阿波池田バスターミナル行
  - 徳島空港行
  - 両方向乗降可能